# Waiburak
Waiburak is een bestuurslaag in het regentschap Flores Timur van de provincie Oost-Nusa Tenggara, Indonesië. Waiburak telt 2767 inwoners (volkstelling 2010).